# Cybocephalus smaragdicollis
Cybocephalus smaragdicollis là một loài bọ cánh cứng trong họ Cybocephalidae. Loài này được Motschulsky miêu tả khoa học năm 1866.